# EHF Challenge Cup 2013/14
Am EHF Challenge Cup 2013/14 nehmen 29 Handball-Vereinsmannschaften teil, die sich in der vorangegangenen Saison in ihren Heimatländern für den Wettbewerb qualifiziert haben. Es ist die 14. Austragung des Challenge Cups unter diesem Namen. Die Pokalspiele beginnen am 23. November 2013, das Finale findet im Mai 2014 statt. Titelverteidiger des EHF Challenge Cups war der belarussische Verein SKA Minsk.

## Runde 3
Die Auslosung der 3. Runde fand am 23. Juli 2013 in Wien statt.
Die Hinspiele finden zwischen dem 23. November und 24. November 2013 statt. Die Rückspiele finden zwischen dem 30. November und 1. Dezember 2013 statt.

### Ausgeloste Spiele und Ergebnisse
| Mannschaft 1                                    | Mannschaft 2                                    | Hinspiel             | Rückspiel            | Gesamt  |
| ----------------------------------------------- | ----------------------------------------------- | -------------------- | -------------------- | ------- |
| RK Vrbas Djuro Karanovic, Milos Mitrovic je 7   | RK Metaloplastika Šabac Nemanja Grujicic 12     | 23.11.2013 18:00 Uhr | 30.11.2013 18:30 Uhr | 48 : 56 |
| RK Vrbas Djuro Karanovic, Milos Mitrovic je 7   | RK Metaloplastika Šabac Nemanja Grujicic 12     | 26 : 25 (13 : 15)    | 31 : 22 (13 : 9)     | 48 : 56 |
| RK Vrbas Djuro Karanovic, Milos Mitrovic je 7   | RK Metaloplastika Šabac Nemanja Grujicic 12     | 1.000 Zuschauer      | 1.600 Zuschauer      | 48 : 56 |
| HC Victory Regia Minsk Vitali Kazhaneuski 16    | A.C. PAOK Dimitrios Tsakiris 11                 | 24.11.2013 16:00 Uhr | 30.11.2013 18:00 Uhr | 55 : 47 |
| HC Victory Regia Minsk Vitali Kazhaneuski 16    | A.C. PAOK Dimitrios Tsakiris 11                 | 28 : 21 (14 : 8)     | 26 : 27 (9 : 11)     | 55 : 47 |
| HC Victory Regia Minsk Vitali Kazhaneuski 16    | A.C. PAOK Dimitrios Tsakiris 11                 | 1.000 Zuschauer      | 200 Zuschauer        | 55 : 47 |
| Salford Christopher Mc Dermott 13               | KH BESA Famiglia Goran Biljaka 16               | 23.11.2013 19:15 Uhr | 24.11.2013 15:00 Uhr | 54 : 75 |
| Salford Christopher Mc Dermott 13               | KH BESA Famiglia Goran Biljaka 16               | 27 : 40 (13 : 18)    | 35 : 27 (18 : 10)    | 54 : 75 |
| Salford Christopher Mc Dermott 13               | KH BESA Famiglia Goran Biljaka 16               | 1.100 Zuschauer      | 800 Zuschauer        | 54 : 75 |
| SPE Strovolos Milos Bujisic 14                  | KV Sasja HC Dennis Thijs 15                     | 23.11.2013 18:00 Uhr | 30.11.2013 20:30 Uhr | 52 : 44 |
| SPE Strovolos Milos Bujisic 14                  | KV Sasja HC Dennis Thijs 15                     | 31 : 21 (17 : 11)    | 23 : 21 (11 : 12)    | 52 : 44 |
| SPE Strovolos Milos Bujisic 14                  | KV Sasja HC Dennis Thijs 15                     | 400 Zuschauer        | 350 Zuschauer        | 52 : 44 |
| Handball Zabrze Michał Kubisztal 15             | Initia Hasselt Bart Köhlen 17                   | 23.11.2013 18:00 Uhr | 01.12.2013 15:00 Uhr | 64 : 51 |
| Handball Zabrze Michał Kubisztal 15             | Initia Hasselt Bart Köhlen 17                   | 37 : 30 (18 : 13)    | 21 : 27 (8 : 14)     | 64 : 51 |
| Handball Zabrze Michał Kubisztal 15             | Initia Hasselt Bart Köhlen 17                   | 900 Zuschauer        | 750 Zuschauer        | 64 : 51 |
| Özel İdare SK Yigit Eröz, Volkan Caliskan je 11 | KS Azoty Puławy Marko Tarabochia 10             | 23.11.2013 16:00 Uhr | 30.11.2013 18:00 Uhr | 43 : 62 |
| Özel İdare SK Yigit Eröz, Volkan Caliskan je 11 | KS Azoty Puławy Marko Tarabochia 10             | 20 : 35 (12 : 14)    | 27 : 23 (10 : 10)    | 43 : 62 |
| Özel İdare SK Yigit Eröz, Volkan Caliskan je 11 | KS Azoty Puławy Marko Tarabochia 10             | 400 Zuschauer        | 700 Zuschauer        | 43 : 62 |
| STR Saporischschja Maksym Karamyshev 15         | Olimpus-85 USEFS Alexandru Pervanciuc 14        | 14.12.2013 17:00 Uhr | 15.12.2013 17:00 Uhr | 66 : 48 |
| STR Saporischschja Maksym Karamyshev 15         | Olimpus-85 USEFS Alexandru Pervanciuc 14        | 36 : 23 (19 : 12)    | 25 : 30 (12 : 13)    | 66 : 48 |
| STR Saporischschja Maksym Karamyshev 15         | Olimpus-85 USEFS Alexandru Pervanciuc 14        | 800 Zuschauer        | 750 Zuschauer        | 66 : 48 |
| Pallamano Pressano Adriano Di Maggio 12         | Cocks Teemu Tamminen 13                         | 30.11.2013 16:00 Uhr | 01.12.2013 16:00 Uhr | 45 : 57 |
| Pallamano Pressano Adriano Di Maggio 12         | Cocks Teemu Tamminen 13                         | 24 : 30 (11 : 16)    | 27 : 21 (12 : 10)    | 45 : 57 |
| Pallamano Pressano Adriano Di Maggio 12         | Cocks Teemu Tamminen 13                         | 574 Zuschauer        | 393 Zuschauer        | 45 : 57 |
| IK Sävehof Sebastian Karlsson 19                | PGU-Kartina TV Tiraspol Alexandr Jedic 13       | 23.11.2013 16:00 Uhr | 24.11.2013 16:30 Uhr | 88 : 45 |
| IK Sävehof Sebastian Karlsson 19                | PGU-Kartina TV Tiraspol Alexandr Jedic 13       | 50 : 26 (25 : 13)    | 19 : 38 (10 : 16)    | 88 : 45 |
| IK Sävehof Sebastian Karlsson 19                | PGU-Kartina TV Tiraspol Alexandr Jedic 13       | 1.000 Zuschauer      | 234 Zuschauer        | 88 : 45 |
| United HC Tongeren Jeroen De Beule 19           | HB Dudelange Alain Poeckes, Martin Hummel je 12 | 23.11.2013 20:15 Uhr | 30.11.2013 20:00 Uhr | 59 : 55 |
| United HC Tongeren Jeroen De Beule 19           | HB Dudelange Alain Poeckes, Martin Hummel je 12 | 31 : 24 (14 : 12)    | 31 : 28 (14 : 19)    | 59 : 55 |
| United HC Tongeren Jeroen De Beule 19           | HB Dudelange Alain Poeckes, Martin Hummel je 12 | 350 Zuschauer        | 220 Zuschauer        | 59 : 55 |
| Ruislip Eagles Alexandre Aubard 14              | Spartak Branimir Balchev 16                     | 30.11.2013 17:00 Uhr | 01.12.2013 16:00 Uhr | 42 : 50 |
| Ruislip Eagles Alexandre Aubard 14              | Spartak Branimir Balchev 16                     | 22 : 24 (9 : 11)     | 26 : 20 (15 : 9)     | 42 : 50 |
| Ruislip Eagles Alexandre Aubard 14              | Spartak Branimir Balchev 16                     | 1.350 Zuschauer      | 950 Zuschauer        | 42 : 50 |
| HRK Karlovac Ivan Bacic 14                      | Manchester HC Niks Sprogis 9                    | 23.11.2013 18:00 Uhr | 24.11.2013 18:00 Uhr | 79 : 29 |
| HRK Karlovac Ivan Bacic 14                      | Manchester HC Niks Sprogis 9                    | 43 : 14 (24 : 4)     | 15 : 36 (4 : 18)     | 79 : 29 |
| HRK Karlovac Ivan Bacic 14                      | Manchester HC Niks Sprogis 9                    | 1.000 Zuschauer      | 1.000 Zuschauer      | 79 : 29 |
| Nilüfer BK Boris Grk 15                         | JMS Hurry-Up Robertas Svedas 13                 | 23.11.2013 17:00 Uhr | 30.11.2013 20:00 Uhr | 63 : 60 |
| Nilüfer BK Boris Grk 15                         | JMS Hurry-Up Robertas Svedas 13                 | 32 : 27 (20 : 12)    | 33 : 31 (17 : 15)    | 63 : 60 |
| Nilüfer BK Boris Grk 15                         | JMS Hurry-Up Robertas Svedas 13                 | 330 Zuschauer        | 750 Zuschauer        | 63 : 60 |

## Achtelfinale
Die Auslosung fand am 23. Juli 2013 statt. Die Hinspiele fanden am 15./16. Februar 2014 statt, die Rückspiele am 22./23. Februar 2014.

### Qualifizierte Teams
| - Águas Santas-Milaneza - HC Odorheiu Secuiesc - Cocks - A.C. Doukas - KS Azoty Puławy - RK Metaloplastika Šabac - HC Victory Regia Minsk - United HC Tongeren | - KH BESA Famiglia - STR Saporischschja - SPE Strovolos - IK Sävehof - Handball Zabrze - Spartak - HRK Karlovac - Nilüfer BK |

### Ausgeloste Spiele und Ergebnisse
| Mannschaft 1                                       | Mannschaft 2                                       | Hinspiel             | Rückspiel            | Gesamt  |
| -------------------------------------------------- | -------------------------------------------------- | -------------------- | -------------------- | ------- |
| Águas Santas-Milaneza Nuno Roque, Pedro Cruz je 17 | KH BESA Famiglia Goran Biljaka 18                  | 15.02.2014 18:00 Uhr | 22.02.2014 20:15 Uhr | 77 : 49 |
| Águas Santas-Milaneza Nuno Roque, Pedro Cruz je 17 | KH BESA Famiglia Goran Biljaka 18                  | 41 : 22 (21 : 8)     | 27 : 36 (14 : 20)    | 77 : 49 |
| Águas Santas-Milaneza Nuno Roque, Pedro Cruz je 17 | KH BESA Famiglia Goran Biljaka 18                  | 1.042 Zuschauer      | 700 Zuschauer        | 77 : 49 |
| Nilüfer BK Boris Grk 13                            | KS Azoty Puławy Adam Skrabania 13                  | 15.02.2014 13:00 Uhr | 22.02.2014 18:00 Uhr | 60 : 75 |
| Nilüfer BK Boris Grk 13                            | KS Azoty Puławy Adam Skrabania 13                  | 29 : 36 (16 : 18)    | 39 : 31 (14 : 15)    | 60 : 75 |
| Nilüfer BK Boris Grk 13                            | KS Azoty Puławy Adam Skrabania 13                  | 300 Zuschauer        | 700 Zuschauer        | 60 : 75 |
| Spartak Branimir Balchev 12                        | Cocks Teemu Tamminen 24                            | 16.02.2014 16:00 Uhr | 22.02.2014 15:30 Uhr | 39 : 68 |
| Spartak Branimir Balchev 12                        | Cocks Teemu Tamminen 24                            | 20 : 31 (11 : 15)    | 37 : 19 (16 : 10)    | 39 : 68 |
| Spartak Branimir Balchev 12                        | Cocks Teemu Tamminen 24                            | 2.200 Zuschauer      | 550 Zuschauer        | 39 : 68 |
| HC Victory Regia Minsk Siarhei Tarasevich 12       | IK Sävehof Sebastian Karlsson, Viktor Fridén je 12 | 22.02.2014 15:00 Uhr | 23.02.2014 17:00 Uhr | 47 : 76 |
| HC Victory Regia Minsk Siarhei Tarasevich 12       | IK Sävehof Sebastian Karlsson, Viktor Fridén je 12 | 21 : 35 (10 : 17)    | 41 : 26 (19 : 9)     | 47 : 76 |
| HC Victory Regia Minsk Siarhei Tarasevich 12       | IK Sävehof Sebastian Karlsson, Viktor Fridén je 12 | 345 Zuschauer        | 285 Zuschauer        | 47 : 76 |
| Handball Zabrze Bartłomiej Tomczak 10              | HC Odorheiu Secuiesc Lazo Majnov 20                | 15.02.2014 18:00 Uhr | 23.02.2014 18:00 Uhr | 50 : 55 |
| Handball Zabrze Bartłomiej Tomczak 10              | HC Odorheiu Secuiesc Lazo Majnov 20                | 22 : 23 (9 : 9)      | 32 : 28 (14 : 15)    | 50 : 55 |
| Handball Zabrze Bartłomiej Tomczak 10              | HC Odorheiu Secuiesc Lazo Majnov 20                | 700 Zuschauer        | 1.500 Zuschauer      | 50 : 55 |
| RK Metaloplastika Šabac Milos Dragas 16            | HRK Karlovac Vuko Borozan 18                       | 15.02.2014 18:30 Uhr | 22.02.2014 19:00 Uhr | 48 : 45 |
| RK Metaloplastika Šabac Milos Dragas 16            | HRK Karlovac Vuko Borozan 18                       | 26 : 22 (11 : 9)     | 23 : 22 (11 : 7)     | 48 : 45 |
| RK Metaloplastika Šabac Milos Dragas 16            | HRK Karlovac Vuko Borozan 18                       | 2.000 Zuschauer      | 2.300 Zuschauer      | 48 : 45 |
| United HC Tongeren Jeroen De Beule 17              | SPE Strovolos Milos Bujisic 20                     | 21.02.2014 20:15 Uhr | 22.02.2014 20:15 Uhr | 53 : 52 |
| United HC Tongeren Jeroen De Beule 17              | SPE Strovolos Milos Bujisic 20                     | 29 : 25 (15 : 9)     | 27 : 24 (13 : 12)    | 53 : 52 |
| United HC Tongeren Jeroen De Beule 17              | SPE Strovolos Milos Bujisic 20                     | 200 Zuschauer        | 250 Zuschauer        | 53 : 52 |
| A.C. Doukas Dimitrios Tziras 12                    | STR Saporischschja Maksym Karamyshev 10            | 16.02.2014 14:30 Uhr | 23.02.2014 18:00 Uhr | 38 : 61 |
| A.C. Doukas Dimitrios Tziras 12                    | STR Saporischschja Maksym Karamyshev 10            | 17 : 27 (8 : 12)     | 34 : 21 (17 : 5)     | 38 : 61 |
| A.C. Doukas Dimitrios Tziras 12                    | STR Saporischschja Maksym Karamyshev 10            | 400 Zuschauer        | 500 Zuschauer        | 38 : 61 |

## Viertelfinale
Die Auslosung fand am 25. Februar 2014 statt. Die Hinspiele fanden am 15./16. März 2014 statt, die Rückspiele am 22./23. März 2014.

### Qualifizierte Teams
| - Águas Santas-Milaneza - KS Azoty Puławy - Cocks - IK Sävehof - HC Odorheiu Secuiesc - RK Metaloplastika Šabac - United HC Tongeren - STR Saporischschja |

### Ausgeloste Spiele und Ergebnisse
| Mannschaft 1                        | Mannschaft 2                                         | Hinspiel             | Rückspiel            | Gesamt |
| ----------------------------------- | ---------------------------------------------------- | -------------------- | -------------------- | ------ |
| KS Azoty Puławy Jan Sobol 11        | United HC Tongeren Joris Tack, Jeroen de Beule je 12 | 15.03.2014 18:00 Uhr | 22.03.2014 20:15 Uhr | 57:45  |
| KS Azoty Puławy Jan Sobol 11        | United HC Tongeren Joris Tack, Jeroen de Beule je 12 | 31:22 (14:11)        | 23:26 (10:16)        | 57:45  |
| KS Azoty Puławy Jan Sobol 11        | United HC Tongeren Joris Tack, Jeroen de Beule je 12 | 711 Zuschauer        | 480 Zuschauer        | 57:45  |
| IK Sävehof Viktor Ottosson 7        | STR Saporischschja Maksym Karamyshev 13              | 22.03.2014 18:00 Uhr |                      | 31:29  |
| IK Sävehof Viktor Ottosson 7        | STR Saporischschja Maksym Karamyshev 13              | 31:29 (13:13)        |                      | 31:29  |
| IK Sävehof Viktor Ottosson 7        | STR Saporischschja Maksym Karamyshev 13              | 300 Zuschauer        | abgesagt             | 31:29  |
| Cocks Teemu Tamminen 15             | RK Metaloplastika Šabac Nemanja Grujicic 12          | 15.03.2014 19:00 Uhr | 22.03.2014 18:30 Uhr | 42:43  |
| Cocks Teemu Tamminen 15             | RK Metaloplastika Šabac Nemanja Grujicic 12          | 23:17 (12:11)        | 26:19 (11: 8)        | 42:43  |
| Cocks Teemu Tamminen 15             | RK Metaloplastika Šabac Nemanja Grujicic 12          | 460 Zuschauer        | 2.200 Zuschauer      | 42:43  |
| HC Odorheiu Secuiesc Lazo Majnov 18 | Águas Santas-Milaneza Nuno Roque 17                  | 16.03.2014 18:00 Uhr | 22.03.2014 18:00 Uhr | 58:58  |
| HC Odorheiu Secuiesc Lazo Majnov 18 | Águas Santas-Milaneza Nuno Roque 17                  | 31:28 (17:14)        | 30:27 (15:12)        | 58:58  |
| HC Odorheiu Secuiesc Lazo Majnov 18 | Águas Santas-Milaneza Nuno Roque 17                  | 1.200 Zuschauer      | 1.100 Zuschauer      | 58:58  |

## Halbfinale
Es nahmen die 4 Sieger aus dem Viertelfinale teil.
Die Auslosung des Halbfinales fand am 14. März 2014 in Wien statt.
Die Hinspiele fanden vom 19.–20. April 2014 statt. Die Rückspiele fanden am 26. April 2014 statt.

### Qualifizierte Teams
| - RK Metaloplastika Šabac - Águas Santas-Milaneza | - IK Sävehof - KS Azoty Puławy |

### Ausgeloste Spiele und Ergebnisse
| Mannschaft 1                                   | Mannschaft 2                            | Hinspiel             | Rückspiel            | Gesamt  |
| ---------------------------------------------- | --------------------------------------- | -------------------- | -------------------- | ------- |
| RK Metaloplastika Šabac Dragas, Grujicic je 10 | Águas Santas-Milaneza Cruz, Roque je 13 | 19.04.2014 18:00 Uhr | 26.04.2014 18:00 Uhr | 54 : 50 |
| RK Metaloplastika Šabac Dragas, Grujicic je 10 | Águas Santas-Milaneza Cruz, Roque je 13 | 29 : 21 (11 : 12)    | 25 : 29 (11 : 15)    | 54 : 50 |
| RK Metaloplastika Šabac Dragas, Grujicic je 10 | Águas Santas-Milaneza Cruz, Roque je 13 | 3.000 Zuschauer      | 1.200 Zuschauer      | 54 : 50 |
| IK Sävehof Mattias Thynell 13                  | KS Azoty Puławy Piotr Masłowski 18      | 20.04.2014 18:00 Uhr | 26.04.2014 17:00 Uhr | 70 : 66 |
| IK Sävehof Mattias Thynell 13                  | KS Azoty Puławy Piotr Masłowski 18      | 40 : 38 (20 : 17)    | 30 : 28 (19 : 13)    | 70 : 66 |
| IK Sävehof Mattias Thynell 13                  | KS Azoty Puławy Piotr Masłowski 18      | 310 Zuschauer        | 7000 Zuschauer       | 70 : 66 |

## Finale
Es nehmen die 2 Sieger aus dem Halbfinale teil.
Die Auslosung des Finales fand am 29. April 2014 in Wien statt.
Aufgrund der schweren Überschwemmungen in Serbien wurde das für den 17. Mai 2014 terminierte Hinspiel in Šabac abgesagt. Das Finale wird in einem Entscheidungsspiel am 25. Mai 2014 in Göteborg ausgetragen.

### Qualifizierte Teams
| - RK Metaloplastika Šabac - IK Sävehof |

### Ausgeloste Spiele und Ergebnisse
| Mannschaft 1            | Mannschaft 2 | Hinspiel                 | Rückspiel                | Gesamt  |
| ----------------------- | ------------ | ------------------------ | ------------------------ | ------- |
| RK Metaloplastika Šabac | IK Sävehof   | 17.05.2014 Sa. 19:00 Uhr | 25.05.2014 So. 17:30 Uhr | 26 : 37 |
| RK Metaloplastika Šabac | IK Sävehof   | abgesagt                 | 26 : 37 (14 : 18)        | 26 : 37 |

### Entscheidungsspiel
IK Sävehof – RK Metaloplastika Šabac  37 : 26 (18 : 14)
25. Mai 2014 in Partillebohallen, Göteborg, 950 Zuschauer.
IK Sävehof: Peter Johannesson, Viktor Larsson; Viktor Ottoson (8), Viktor Fridén  (7), Erik Forssell Schefvert  (6), David Florander (4), Mattias Thynell  (4), Oskar Ysander    (4), Sebastian Karlsson (2), Niclas Fingren (1), Viktor Rhodin (1), Tobias Albrechtson, Gabriel Gegerfelt, Daniel Wikensten
RK Metaloplastika Šabac: Darko Arsić, Borislav Vladisavljević; Miloš Dragaš (10), Nemanja Grujičić   (3), Branko Kankaraš (3), Nemanja Obradović   (3), Filip Marjanović (2), Miloš Marković (2), Bogdan Medurić (2), Žikica Milosavljević (1), Nemanja Aleksić, Jožef Holpert, Miloš Mitrović    , Bojan Palević, Miloš Prodanović, Vuk Stevanović
Schiedsrichter:  Peter Bol und Ed van Eck

EHF-Delegierter:  Sandor Andorka

Quelle: Spielbericht

## Statistiken

### Torschützenliste
Die Torschützenliste zeigt die drei besten Torschützen im EHF Challenge Cup 2013/14.
Zu sehen sind die Nation der Spieler, der Name, die Position, der Verein, die gespielten Spiele, die Tore und die Ø-Tore.
| Pl. | Nation   | Spieler         | Pos. | Verein               | Sp. | Tore | Ø   |
| --- | -------- | --------------- | ---- | -------------------- | --- | ---- | --- |
| 1.  | Finnland | Teemu Tamminen  | LA   | Riihimäki Cocks      | 6   | 52   | 8,7 |
| 2.  | Serbien  | Miloš Dragaš    | RL   | Metaloplastika Šabac | 9   | 50   | 5,6 |
| 3.  | Belgien  | Jeroen De Beule | RL   | United HC Tongeren   | 6   | 48   | 8,0 |

Stand: 3. Juni 2014